# Municipio de Mellerud
Mellerud (en sueco: Melleruds kommun) es un municipio en la provincia de Västra Götaland, al suroeste de Suecia. Su sede se encuentra en la localidad de Mellerud. El municipio se creó en 1969 cuando el viejo Mellerud (instituido como ciudad de mercado (köping) en 1908) se fusionó con Bolstad, Kroppefjäll y Skållerud.

## Localidades
Hay 3 áreas urbanas (tätort) en el municipio:
| # | Tätort       | Población |
| - | ------------ | --------- |
| 1 | Mellerud     | 3936      |
| 2 | Dals Rostock | 853       |
| 3 | Åsensbruk    | 777       |

## Ciudades hermanas
Mellerud está hermanado o tiene tratado de cooperación con:
- Orissaare, Estonia
- Sant'Agata Feltria, Italia.